# Swertia haussknechtii
Swertia haussknechtii är en gentianaväxtart som beskrevs av Ernest Friedrich Gilg och V.V. Pissjaukova. Swertia haussknechtii ingår i släktet Swertia och familjen gentianaväxter. Inga underarter finns listade i Catalogue of Life.